# Traslocazione
In genetica, si definisce traslocazione un tipo di aberrazione cromosomica derivata da un errato scambio di parti di cromosomi non omologhi durante il riarrangiamento cromosomico. Si distinguono due tipi principali di traslocazioni: intracromosomica, cioè all'interno di uno stesso cromosoma, o intercromosomica, cioè tra due cromosomi diversi. Nelle traslocazioni intercromosomiche distinguiamo le traslocazioni non reciproche, cioè spostamento di un segmento di un cromosoma a un altro, o reciproche, cioè avviene uno spostamento reciproco di parti tra due cromosomi, uno dà un pezzo all'altro; un particolare tipo di traslocazione intercromosomica è la traslocazione robertsoniana. Inoltre le traslocazioni possono essere bilanciate (ovvero, lo scambio non comporta la perdita o l'aggiunta di materiale genetico) o non bilanciate (ovvero, lo scambio provoca la perdita o l'aggiunta di informazioni genetiche).
Quando si identifica una traslocazione nel cariotipo fetale (ottenuto con amniocentesi o villocentesi) è utile effettuare un cariotipo su sangue periferico su entrambi i genitori. Se la traslocazione riscontrata nel cariotipo è identica a quella riscontrata in un genitore, gli effetti che l'anomalia strutturale produrrà sul feto saranno identici a quelli manifestati dal genitore, in particolare se questo non ha nessun sintomo evidente di alterazione, il feto non avrà particolari problematiche.

## Traslocazione reciproca
Una traslocazione reciproca consiste in uno scambio di materiale genetico tra cromosomi non omologhi. Questo tipo di traslocazioni, che avvengono con una frequenza di circa 1 su 600 nati, sono normalmente innocue e possono essere individuate solo tramite una diagnosi prenatale. Gli individui portatori di una traslocazione reciproca, tuttavia, hanno una più alta possibilità di procreare figli affetti da anomalie, a causa dell'errato appaiamento dei loro cromosomi durante la meiosi che comporta un elevato rischio di produrre gameti con una distribuzione cromosomica anomala.

## Traslocazione robertsoniana
Una traslocazione robertsoniana coinvolge due cromosomi acrocentrici (cromosomi in cui il centromero è situato molto vicino alla fine del cromosoma) e consiste nella fusione di due cromosomi a livello del centromero, con conseguente perdita del DNA satellite. Il cariotipo risultante possiede perciò un cromosoma in meno, in quanto due cromosomi si sono fusi insieme. Le traslocazioni robertsoniane possono coinvolgere tutte le combinazioni possibili di cromosomi acrocentrici (nell'uomo, sono i cromosomi 13, 14, 15, 21 e 22), ma il tipo più comune coinvolge i cromosomi 13 e 14, e viene rilevata con una frequenza di circa 1 su 1300 nati. Come per le altre traslocazioni, i portatori di una traslocazione robertsoniana possiedono un fenotipo normale, ma hanno una più alta probabilità di generare figli affetti da disturbi genetici. Ad esempio, gli individui affetti da traslocazione robertsoniana nel cromosoma 21 hanno un'alta probabilità di generare figli affetti dalla sindrome di Down. Altri disturbi associati alle traslocazioni sono il cancro e l'infertilità sia maschile sia femminile.

## Ipotesi delle traslocazioni nell'evoluzione
Nonostante i molti danni, le traslocazioni, come tutte le mutazioni, svolgono un ruolo importante nell'evoluzione dei cariotipi: gli scimpanzé, i gorilla e gli oranghi hanno tutti 48 cromosomi, mentre l'uomo ne possiede 46.
Il secondo cromosoma umano, che è grosso e metacentrico, presenta bande G sovrapponibili a quelle osservate su due differenti cromosomi acrocentrici dei primati. 

Le bande G sono "aree" colorate, ottenute tramite il colorante Giemsa, che rivelano i tratti di DNA ricchi di coppie di basi adenina-timina, che poi vengono fotografate per essere osservate.
Nell'evoluzione dell'uomo, in un momento imprecisato nel passaggio dal genere Australopithecus al genere Homo, è estremamente probabile quindi che sia avvenuta una traslocazione che ha portato alla fusione END-TO-END  dei cromosomi omologhi ai cromosomi denominati 2a e 2b dei primati. Ciò avrebbe quindi portato alla formazione del cromosoma 2 umano, con la diminuzione del numero di cromosomi totale da 48 a 46. Il genere Homo si è poi diffuso su tutta la Terra.

## Alcune traslocazioni cromosomiche
I genetisti utilizzano comunemente un codice alfanumerico per identificare una traslocazione (e i cromosomi tra cui è avvenuta). Un esempio di tale codice può essere:
- t(A;B)(p1;q2); in questo caso la prima parentesi indica che è avvenuta una traslocazione tra il cromosoma A e il cromosoma B. I termini nella seconda parentesi danno invece le coordinate del luogo all'interno del cromosoma in cui la traslocazione è avvenuta: p e q indicano rispettivamente il braccio corto e il braccio lungo del cromosoma, e i numeri successivi alle lettere si riferiscono alle regioni, alle bande e alle sottobande del cromosoma.

Di seguito viene data una lista di traslocazioni cromosomiche umane comuni, e le disfunzioni di cui possono essere causa.
- t(2;5)(p23;q35) - linfoma cellulare anaplastico
- t(8;14) - linfoma di Burkitt
- t(9;22)(q34;q11) - leucemia cronica mielogena, leucemia acuta dei linfoblasti
- t(11;14) - Mantle cell lymphoma (Bcl-1)
- t(11;22)(q24;q11.2-12) - Sarcoma di Ewing
- t(14;18)(q32;q21) - linfoma follicolare
- t(17;22) - dermatofibrosarcoma
- t(15;17) - leucemia promielocitica acuta
- t(1;12)(q21;p13) - leucemia cronica mielogena
- t(9;12)(p24;p13) - leucemia cronica mielogena, leucemia acuta dei linfoblasti
- t(X;18)(p11.2;q11.2) - sarcoma sinoviale
- t(1;11)(q42.1;q14.3)- Schizofrenia